# Ben Nduga
Ben Nduga (eigentlich Benjamin Kiyini Nduga; * 1930) ist ein ehemaliger ugandischer Sprinter.
Bei den British Empire and Commonwealth Games 1954 in Vancouver erreichte er über 100 Yards das Halbfinale und schied über 220 Yards und mit der ugandischen 4-mal-110-Yards-Stafette im Vorlauf aus.
1956 gelangte er bei den Olympischen Spielen in Melbourne über 100 m ins Viertelfinale und schied über 200 m im Vorlauf aus.
Bei den British Empire and Commonwealth Games 1958 in Cardiff kam er mit der ugandischen 4-mal-110-Yards-Stafette auf den sechsten Platz. Über 100 Yards und 220 Yards scheiterte er im Viertelfinale.

## Persönliche Bestzeiten
- 100 m: 10,6 s, 1956
- 220 Yards: 21,2 s, 1956